# 曹鍈

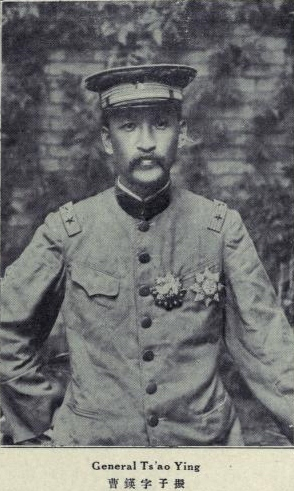

曹鍈（1872年—1926年），字子振，直隷省天津府天津县人，清末民初军事将领。

## 生平
他早年从陸軍測量学堂毕业後，在東三省总督署参謀部就職。中華民国成立後的1912年（民国元年），他任陸軍測量学校校長。此後他在参謀部任军职。1917年（民国6年）張勳復辟之際，他任討逆軍参謀長。战後他历任第4混成旅旅長、山海关防備司令。
1920年（民国9年）7月的直皖战争中，他参战。同年10月，他任第26師師長。1922年9月4日，他被将军府授予平威将军。1922年（民国11年）10月的第一次直奉战争他参战。1923年（民国12年）他升为陸軍上将。1924年（民国13年）1月，他任熱河林墾督办。同年9月的第二次直奉战争中，他任討逆軍（討奉軍）第4軍总司令，和奉系作战。直系敗北后，他随吴佩孚依靠漢口的湖北督軍蕭耀南逃走。
1926年（民国15年）3月19日，他在漢口的蕭耀南官邸逝世。享年55岁。 	

## 家庭
其兄长为曹镇、曹錕、曹锐、曹钧。